# Prima Ligă de Fotbal din Libia
Prima Ligă de fotbal din Libia(arabă دوري الدرجة الأولى الليبي) este primul eșalon din sistemul competițional fotbalistic din Libia.

### Campioane după sezon
| - 1963–64 - Al Ahly (Tripoli) - 1964–65 - Al Ittihad - 1965–66 - Al Ittihad - 1966–68 - Al Tahaddi - 1968–69 - Al Ittihad - 1969–70 - Al Ahly (Benghazi) - 1970–71 - Al Ahly (Tripoli) - 1971–72 - Al Ahly (Benghazi) - 1972–73 - Al Ahly (Tripoli) - 1973–74 - Al Ahly (Tripoli) |  | - 1974–75 - Al Ahly (Benghazi) - 1975–76 - Al Madina - 1976–77] - Al Tahaddi - 1977–78 - Al Ahly (Tripoli) - 1978–79 - Campionat neterminat - 1979–82 - Nu s-a disputat - 1982–83 - Al Madina - 1983–84 - Al Ahly (Tripoli) - 1984–85 - Al Dhahra - 1985–86 - Al Ittihad |  | - 1987 - Al Nasr - 1987–88 - Al Ittihad - 1988–89 - Al Ittihad - 1989–90 - Al Ittihad - 1990–91 - Al Ittihad - 1991–92 - Al Ittihad - 1992–93 - Al Ahly (Benghazi) - 1993–94 - Al Ahly (Tripoli) - 1994–95 - Al Ahly (Tripoli) - 1995–96 - Al Shat |  | - 1996–97 - Al Tahaddi - 1997–98 - Al Mahala - 1998–99 - Al Mahala - 2000 - Al Ahly (Tripoli) - 2000–01 - Al Madina - 2001–02 - Al Ittihad - 2002–03 - Al Ittihad - 2003–04 - Al Olympique - 2004–05 - Al Ittihad - 2005–06 - Al Ittihad |  | - 2006–07 - Al Ittihad - 2007–08 - Al Ittihad - 2008–09 - Al Ittihad - 2009–10 - Al Ittihad |

### Performanțe după club
| Club               | Campioni | Vice-campioni | Ani |
| ------------------ | -------- | ------------- | --- |
| Al Ittihad         | 18       | 6             | 1964–65, 1965–66, 1968–69, 1985–86, 1987–88, 1988–89, 1989–90, 1990–91, 2001–02, 2002–03, 2004–05, 2005–06, 2006–07, 2007–08, 2008–09 2009–10, 2020-2021, 2021-2022 |
| Al Ahly (Tripoli)  | 10       | 9             | 1963–64, 1970–71, 1972–73, 1973–74, 1977–78, 1983–84, 1993–94, 1994–95, 2000                                                                                        |
| Al Ahly (Benghazi) | 4        | 7             | 1969–70, 1971–72, 1974–75, 1992–93 |
| Al Madina          | 3        | 2             | 1975–76, 1982–93, 2000–01 |
| Al Tahaddi         | 3        | 1             | 1966–68, 1976–77, 1996–97 |
| Al Mahala          | 2        | 1             | 1997–98, 1998–99 |
| Nasr               | 1        | 4             | 1987 |
| Al Dhahra          | 1        | 0             | 1984–85 |
| Al Shat            | 1        | 0             | 1995–96 |
| Al Olympique       | 1        | 0             | 2003–04 |

## Echipele sezonului 2009–10
| Echipă        | Locație   | Sha'biyah       | Stadion                     | Nr. de locuri |
| ------------- | --------- | --------------- | --------------------------- | ------------- |
| Al Ahly       | Benghazi  | Benghazi        | Martyrs of February Stadium | 10,550        |
| Al Ahly       | Tripoli   | Tarabulus       | 11 June Stadium             | 65,000        |
| Al Akhdar     | Al Bayda' | Jabal al Akhdar | Green Document Stadium      | 10,000        |
| Al Hilal      | Benghazi  | Benghazi        | Martyrs of February Stadium | 10,550        |
| Al Ittihad    | Tripoli   | Tarabulus       | 11 June Stadium             | 65,000        |
| Al Madina     | Tripoli   | Tarabulus       | 11 June Stadium             | 65,000        |
| Al Najma      | Benghazi  | Benghazi        | Martyrs of February Stadium | 10,550        |
| Al Nasr       | Benghazi  | Benghazi        | Martyrs of February Stadium | 10,550        |
| Al Olympique  | Azzaweya  | Az Zawiyah      | Zaawia Stadium              | 6,000         |
| Al Shat       | Tripoli   | Tarabulus       | GMR Stadium                 | 20,000        |
| Al Swihli     | Misurata  | Misratah        | 9 July Stadium              | 10,000        |
| Al Tahaddi    | Benghazi  | Benghazi        | Martyrs of February Stadium | 10,550        |
| Al Tirsana    | Tripoli   | Tarabulus       | GMR Stadium                 | 20,000        |
| Khaleej Sirte | Sirt      | Surt            | 2 March Stadium             | 2,000         |

## Golgeteri după sezon
| Sezon     | Jucător                           | Club                            | Goluri |
| --------- | --------------------------------- | ------------------------------- | ------ |
| 1963-64   | Ahmed Ben Sawed                   | Al Ahly (Benghazi)              | 19     |
| 1964-65   | Ahmed Ben Sawed                   | Al Ahly (Benghazi)              | 18     |
| 1965-66   | Ahmed Al Ahwal                    | Al Ittihad                      | 14     |
| 1966-67   | Hassan Snousi                     | Al Ahly (Tripoli)               | 12     |
| 1968-69   | Mohamed Boughalia                 | Al Ahly (Tripoli)               | 16     |
| 1970-71   | Yousef Sidqi                      | Al Nasr                         | 15     |
| 1971-72   | Yousef Sidqi                      | Al Nasr                         | 12     |
| 1972-73   | Nouri Alsirri                     | Al Madina                       | 17     |
| 1973-74   | Nouri Alsirri                     | Al Madina                       | 13     |
| 1974-75   | Nouri Alsirri                     | Al Madina                       | 17     |
| 1975-76   | Mustafa Belhaaj                   | Al Madina                       | 19     |
| 1976-77   | Abubakr Douzan                    | Al Madina                       | 15     |
| 1977-78   | Fahim Raqs                        | Al Ahly (Tripoli)               | 8      |
| 1982-83   | Nouri Alsirri                     | Al Madina                       | 17     |
| 1983-84   | Abdulraouf Ferjany                | Al Dhahra                       | 11     |
| 1984-85   | Ramadan Barnaoui                  | Al Ahly (Benghazi)              | 9      |
| 1985-86   | Salim Bou Jarrad                  | Al Ittihad                      | 11     |
| 1986-87   | Faraj Bar'asi                     | Al Nasr                         | 12     |
| 1987-88   | Salim Bou Jarrad                  | Al Ittihad                      | 11     |
| 1988-89   | Faraj Meeloud                     | Al Tahaddi                      | 6      |
| 1989-90   | Ali Bashary , Nasr Badr           | Al Ahly (Benghazi) , Afriqi     | 11     |
| 1990-91   | Idris Mikraaz                     | Darnes                          | 11     |
| 1991-92   | Abdelhakeem Suwayyah              | Al Tirsana                      | 12     |
| 1992-93   | Abdelhakeem Suwayyah              | Al Tirsana                      | 14     |
| 1993-94   | Idrees Mikraaz                    | Al Ahly (Tripoli)               | 19     |
| 1994-95   | Mohamed Milaad , Hassan Othman    | Ittihad Gheryan , Al Morooj     | 6      |
| 1995-96   | Muammar Masoud                    | Al Shat                         | 10     |
| 1996-97   | Khalifa Maqinny                   | Al Hilal                        | 12     |
| 1997-98   | Khalifa Maqinny                   | Al Hilal                        | 14     |
| 1998-99   | Mustafa Ramadan , Abdelaaty Qubay | Al Ahly (Benghazi), Al Intilaaq | 13     |
| 1999-2000 | Ahmed Saad                        | Benghazi Al Jadeeda             | 8      |
| 2000-01   | Ashraf Muammar , Ali Melyaan      | Al Tahaddi , Al Madina          | 14     |
| 2001-02   | Al-Saadi Qadhafi                  | Al Ittihad                      | 19     |
| 2002-03   | Ahmed El Masli , Khaled Shallabi  | Al Nasr , Al Madina             | 13     |
| 2003-04   | Ahmed Saad                        | Al Nasr                         | 14     |
| 2004-05   | Sheikh Sedao                      | Al Urouba                       | 12     |
| 2005-06   | Samir Al Wahaj                    | Al Wahda                        | 18     |
| 2006-07   | Walid Shebli                      | Al Madina                       | 13     |
| 2007-08   | Abdelhameed Zidane                | Al Akhdar                       | 21     |
| 2008–09   | Samir Al Wahaj                    | Al Tirsana                      | 19     |
| 2009–10   | Rasheed al Deasy                  | Al Shat                         | 15     |

## Regulament
Regulamentul se găsește pe site-ul oficial.